# Borderliner
Borderliner (de títol original, Grenseland) és una sèrie de televisió noruega emmarcada dins el gènere anomenat nordic noir i protagonitzada per Tobias Santelmann en el paper de l'oficial de policia Nikolai Andreassen. Estrenada originalment a Noruega pel canal TV 2 el novembre de 2017 i posteriorment a Netflix el 6 de març de 2018.
A Espanya, Netflix l'ha estrenat amb el nom de Zona fronteriza.

## Argument
Nikolai, un agent de policia d'Oslo, torna a Tista, ciutat fronterera amb Suècia i on es va criar. En el moment d'arribar es troba enmig de la investigació del que sembla un suïcidi, juntament amb Anniken, la responsable de la investigació. Però darrere d'aquest suposat suïcidi resulta estar-hi implicat el seu germà Lars i més gent de la que inicialment semblava. Conforme avança la investigació es veu obligat a manipular proves per exculpar el seu germà fins que altres incidents fan que tot acabi sortint a la llum.

## Repartiment
- Tobias Santelmann com a Nikolai Andreassen, oficial de policia d'Oslo.
- Ellen Dorrit Petersen com a Anniken Høygaard-Larsen, oficial de policia i responsable de la investigació.
- Benjamin Helstad com a Lars Andreassen, oficial de policia i germà del Nikolai.
- Bjørn Skagestad com a Hans Olav Andreassen, pare del Nikolai i el Lars, i ex-cap de policia.
- Eivind Sander com a Josef Koldberg, propietari del bar.
- Frode Winther com a Bengt Skare, oficial de policia i company del Lars.
- Morten Svartveit com a Kristoffer Lund, advocat i parella del Nikolai.
- Stig Henrik Hoff com a Sven Lindberg, oficial de policia d'Oslo.
- Kim-Henning Nilsen com a Tommy Hagen, personatge que apareix mort.
- Ellen Birgitte Winther com a Marta Hagen, dona de Tommy Hagen.
- Ole Christoffer Ertvaag com a Ove Dreyer.
- Ana Gil Melo Nascimento com a Eva Sunding, traficant de drogues sueca.